# バリー・マン
バリー・マン（Barry Mann、1939年2月9日 - ）は、アメリカのソングライター、ミュージシャン。妻のシンシア・ワイルと共同で作詞作曲を行い、成功を収めた。
彼はイギリスで53曲、アメリカで98曲のヒット曲を、作曲または共同作曲している。

## 略歴

### 生い立ち
マンは1939年2月9日、アメリカ合衆国ニューヨーク市ブルックリン区のユダヤ人一家に「バリー・インバーマン」として生まれた。ちなみに同じ作詞家ジェリー・ゴフィンより2日早く生まれている。

### キャリア
彼が作曲家として最初に成功した曲は「She Say (Oom Dooby Doom)」で、1959年にザ・ダイアモンズのために作曲され、チャートのトップ20入りを果たした。マンはこの曲をマイク・アンソニー（マイケル・ロジュディス）と共作した。1961年、マンはラリー・コルバーと共作し、パリス・シスターズのシングルで5位を獲得した「貴方っていい感じ」によって、それまでで最大の成功を収めた（7年後、ボビー・ヴィントンのバージョンがトップ10入りを果たした）。同年、マン自身もジェリー・ゴフィンと共作したノベルティ・ソング「Who Put the Bomp」でパフォーマーとしてトップ40入りを果たした。この曲は、当時人気のドゥーワップというジャンルのナンセンスな言葉をパロディ化したものだった。
歌手として成功したにもかかわらず、マンは創造性を作詞作曲に注ぎ込むことを選び、ドン・カーシュナーとアル・ネヴィンの会社アルドン・ミュージックでスタッフ・ソングライターとして働いていたときに出会った作詞家のシンシア・ワイルと、多作なパートナーシップを結ぶこととなった。アルドン・ミュージックのオフィスはマンハッタンの作曲出版工場であるブリル・ビルディングの近くにあった。1961年に結婚したマンとワイルは社会意識を意図した曲をいくつか作り、クリスタルズの「Uptown」、アニマルズの「We Gotta Get out of This Place」、ザ・ヴォーグスの「Magic Town」、ポール・リヴィア&ザ・レイダーズの「Kicks」などがヒットした。マンとワイルは、ジェリー・ライバーとマイク・ストーラーのチームと共同で作曲し、もともとは人種差別への抗議としてドリフターズのために考案されレコーディングされた曲「Only In America」が、ライバーとストーラーによって作り直され、ジェイ&ジ・アメリカンズで議論の余地のないヒット曲とになったことに動揺した。
2009年5月までに、マンのソング・カタログには635曲が掲載されている。彼は、ブロードキャスト・ミュージック社から56のポピュラー音楽、カントリー、リズム・アンド・ブルース賞、および100万回以上再生されたラジオ・パフォーマンスによって46のミリオネア賞を受賞している。ワイルとフィル・スペクターと共同作曲した曲「ふられた気持 (You've Lost That Lovin' Feelin')」は、1,400万回以上再生され、20世紀で最も再生された曲となった。
マンは映画音楽も作曲しており、最も有名なのは、1986年のアニメ映画『アメリカ物語』のためにワイルとジェームズ・ホーナーと共作した「サムホエア・アウト・ゼア」である。リンダ・ロンシュタットとジェームス・イングラムが映画のエンドクレジットでこの曲をデュエットし、そのバージョンはシングルとしてリリースされ、ビルボード・チャートで2位となりゴールドディスクを獲得した。「サムホエア・アウト・ゼア」は1987年のグラミー賞で最優秀楽曲賞と最優秀映画・テレビ主題歌賞の2部門を受賞した。「サムホエア・アウト・ゼア」は1986年のアカデミー賞でも最優秀主題歌賞にノミネートされたが、映画『トップガン』（ワイルの「You've Lost That Lovin' Feelin'」も重要なシーンで使用されている）の「Take My Breath Away」に敗れた。マンの他の映画関連の仕事には、『父の肖像』や『マペットの宝島』のスコア、そして『ナショナル・ランプーン/クリスマス・バケーション』や『オリバー ニューヨーク子猫ものがたり』の楽曲がある。

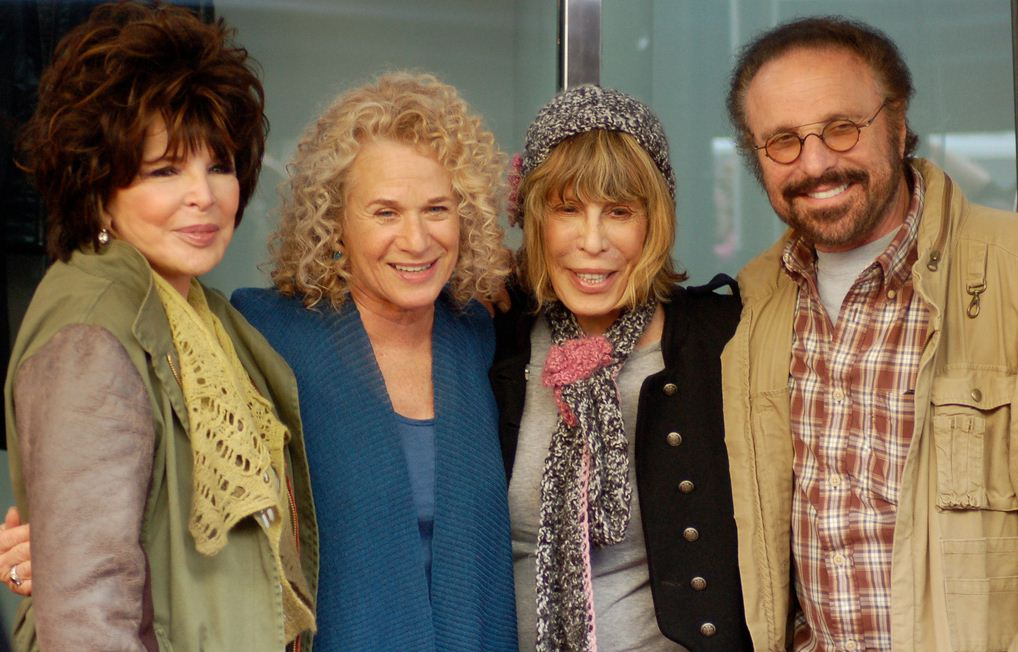
キャロル・ベイヤー・セイガー、キャロル・キング、シンシア・ワイルとマン（2012年）

マンがダン・ヒルと共作した「Sometimes When We Touch」は、Billboard Hot 100で3位を獲得した。
1987年、マンとワイルはソングライターの殿堂入りを果たした。2011年、彼らはソングライターの殿堂から最高の栄誉であるジョニー・マーサー賞を受賞した。
マンとワイルは、ロックの殿堂から2010年にアーメット・アーティガン賞を受賞した。マンとワイルは、ダイアド・ミュージックという名の出版社を経営していた。

## 私生活
マンは1961年から2023年にシンシア・ワイルが亡くなるまで彼女と結婚していた。2人の間にはジェンという娘が1人いる。2人はカリフォルニア州ビバリーヒルズに暮らしていた。

## ディスコグラフィ

### リーダー・アルバム
- 『フー・プット・ザ・ボンプ』 - Who Put the Bomp (1961年、ABC-Paramount)
- Angel, Angel, Down We Go (1969年、Tower)
- 『レイ・イット・オール・アウト』 - Lay It All Out (1971年、New Design)
- 『サヴァイヴァー』 - Survivor (1975年、RCA Victor)
- 『バリー・マン』 - Barry Mann (1980年、Casablanca)
- 『ソウル&インスピレーション』 - Soul & Inspiration (2000年、Atlantic)

### シングル
- "All the Things You Are" (1959年)
- "War Paint" (1960年)
- "Happy Birthday, Broken Heart" (1961年)
- 「シビレさせたのは誰?」 - "Who Put the Bomp (in the Bomp, Bomp, Bomp)" (1961年)
- 「可愛いミス・アメリカ」 - "Little Miss U.S.A." (1961年)
- 「踊ろよベイビー」 - "Hey Baby I'm Dancin'" (1962年)
- "Teenage Has-Been" (1962年)
- "Graduation Time" (1963年)
- "Talk to Me Baby" (1964年)
- 「アンジェリーカ」 - "Angelica" (1966年)
- "Where Do I Go From Here" (1967年)
- "The Young Electric Psychedelic Hippie Flippy Folk and Funky Philosophic Turned On Groovy 12 String Band" (1968年)
- "I Just Can't Help Believin'" (1968年)
- 「愛のフィーリング」 - "Feelings" (1970年)
- "Carry Me Home" (1971年)
- "When You Get Right Down to It" (1971年)
- "Too Many Mornings" (1972年)
- "Nobody but You" (1974年)
- "Nothing Good Comes Easy" (1975年)
- "I'm a Survivor" (1975年)
- "The Princess and the Punk" (1976年)
- "The Best That I Know How" (1977年)
- "Almost Gone" (1979年)
- "Brown-Eyed Woman" (1980年)